# 如山
如山（1811年—？），赫舍里氏，字诗臣，号冠九，别号如道人、寫秋軒、寿南、古稀外史、古稀男子，满洲镶蓝旗人，清朝官员，进士出身，书画家，善词。

## 生平
道光十五年（1835）乙未恩科顺天乡试举人，十八年戊戌科进士。初任起居注笔帖式，擢詹事府右春坊右赞善。道光二十三年，缘事革职。后历任咸丰七年湖北汉阳府知府、武昌府知府、浙江金衢嚴道、同治六年（1867）浙江督粮道、光绪三年长芦盐运使、浙江按察使，光绪九年四川按察使，属四川布政使。光绪十一年（1885年），如山被召回北京，官直隶按察使。
善诗词，工书画，尤其擅长指头画。“书宗北魏，苍劲浑厚。善画，更自矜重，未易得也”（据徐珂，《清稗类钞选》）。山水苍浑淹润，善用泼墨法。花卉、竹石古朴有致。所画兰花，淡雅秀润，向背俯仰，曲尽其态。指画奇苍莽，直追高其佩 。书画作品载《寒松阁谈艺琐录》、《历代画史汇传附录》、《海上墨林》。李放在《八旗画录》中评如山的画“设色淡冶，风致嫣然”。现代美学家宗白华曾引用如山（冠九）的《都转心庵词序》中的话来解释艺术的意境与禅境（据宗白华《中国艺术意境之诞生》）。存世作品有《秋林读画图》（藏湖南省博物馆）、《奇石》立轴（1883）、《观音宝相》图等。他的一幅书法对联写道：“友如作画须求淡，文似看山不喜平”，其中隐含着自己的名字“如山”。
如山潜心于内典，写作的小品文都与禅门佛机有关。在湖北任上时，重刻玉尺法师注《阿弥陀经注解》（翻刻板一副保存在武汉归元寺）。闻其死后以僧装葬于西湖（据崇彝《道咸以来朝野杂记》）。如山与夫人双休佛经。夫人法号“善一”，时以修行闻名杭州（据泰州赵大礼“书善一事”所记），好布施修经书，辑《摩尼烛坤集》（為佛教女修行人所編的修行用書，其现代版有：紐約，美國佛教會印，1972），葬於杭州法相寺東（今寺已无存，现存古树“法相唐樟”；俞樾曾题杭州法相寺对联，并在寺后石壁上建有自己的书藏；法相寺北有六通寺，曾住有宋末元初禅僧画家牧谿）。
如山与同年进士鑲白旗滿洲寶鋆、曾国藩交友。胞弟湖北按察使多山，于1855年太平军攻陷武昌时阵亡，如山冒险赴南方为弟接灵，在收拾弟余物时，竟发现巡抚、藩、臬各官印六颗，送往曾国藩湘军大本营，因此获功（据崇彝《道咸以来朝野杂记》）。胞弟多山与道光二十一年（1841年）辛丑恩科进士、苏州怡园主人顾文彬交友，如山为顾文彬的《眉绿楼词》（1884年刻本）中的《百衲琴言》分章作序。如山曾为道光三十年（1850年）庚戌科进士、苏州曲园主人俞樾作山水立轴《访友图》并款识”摩六如居士天目访云帧子博荫甫尊兄一咲“。与道光二十六年（1846）科举人、湖北黃安县知縣朱錫綬（字嘯篔，號弇山草衣）有诗歌唱和（载朱錫綬，《疏蘭僊館詩集》，光绪三年（1877）刻本，又有光绪16年（1890）重刊本藏哈佛大学图书馆；朱錫綬师从嘉庆五年（1800）科举人、诗画家盛大士，朱錫綬的《幽梦续影》（1878年）由门生咸豐二年（1852年）壬子恩科进士潘祖荫编辑并序）。为江顺诒的《願為明鏡室詞稿》作序（清同治八年（1869）刻本；江氏另有小说评论《读〈红楼梦〉杂记》等）。为杜文澜的《采香词》作序。杜文澜在其《憩園詞話》卷五中评论如山的词作：“都轉落落寡交，研精禪悅，故詞中多解脫語。曾葬其夫人於杭州法相寺東，自營生壙，作僧伽塔，曠達如此”。同治五年四月，如山撰京师《清重建吕祖祠記》，尹啟秀書。同治八年（1869）己巳，画家汪琯（字西玉）为如山作《百年长寿图》扇面。同治九年（1870）庚午，如山重加修葺杭州西溪交芦庵及庵中的清代文学家厲鶚墓。
著有《写秋轩诗存》、《药弹室随笔》、《冠九廉坊延揽胜》。画作钤印有：“如山”、“冠九”、“冠九如山”、“赫舍里氏”。
如山的学生有：镶蓝旗蒙古鄂觉特氏松年（字小梦，号颐园，1837年—1906年），山东知县，画工山水、人物、花卉、翎毛、兰竹，用笔豪爽，流寓济南创办枕流画社，著有《颐园论画》（1897）；光緒九年（1883年）癸未科进士严修。

## 家庭
- 始祖薩珠瑚。妻瓜爾佳氏。据《八旗滿洲氏族通譜》卷九，“薩珠瑚，鑲藍旗人，尼音塔哈（正黄旗包衣人，世居哈達地方，國初來歸，由包衣佐領定鼎燕京，授一等輕車都尉）同族，世居哈達地方，來歸年分無考”。
- 太高祖薩漢，任協領；太高祖母鄂卓氏。胞兄希佛訥，原任䕶軍叅領；蘇赫臣，任協領；滿丕，原任闗口守禦；倭赫，原任䕶軍校；蘇赫，原任筆帖式。
- 高祖武格。高祖母瑚爾罕氏。嫡堂兄燕布，原任都統。
- 曾祖福盛額（又福升額），直隶多伦诺尔（今内蒙古多伦县）理事同知；曾祖母喀爾拉氏。胞姊赫舍里氏，嫁鑲藍旗滿洲、四川保寧府知府鄂卓氏德昌；其子永州府通判福舒（胞兄長沙府知府、湖南督糧道福順）；孙儿道光壬午恩科進士吉達善（又吉珩。其子浙江绍兴府知府海霈，孙女鄂卓氏嫁镶白旗蒙古科举人、江苏东台县知县巴哩克氏彭年（其父同治十三年（1874年）甲戌科进士延清）），道光壬午恩科進士吉年。
- 祖父善慶，浙江湖州府知府。祖母覺羅氏；其父副都统觉罗图拉（又圖喇），母瓜尔佳氏，先祖恪恭贝勒塔察篇古；胞兄覺羅倭興額（又倭錫渾），其子云南镇南州知州觉罗毓秀，孙儿两浙盐运司运判覺羅熙霖（又西林，1840-1891）[5]；曾孙女覺羅氏原配嫁镶蓝旗汉军尚其源（父正紅旗護軍統領尚昌懋；继妻胡氏系正蓝旗汉军、光緒二年丙子恩科進士胡俊章之胞侄女；嫡堂兄光緒十八年（1892年）壬辰科进士尚其亨）。如山与胡俊章之父吉谦系道光十五年（1835）乙未恩科顺天乡试同榜。
- 父容海，广东按察使。生母伊爾根覺羅氏，其父正白旗满洲、直隸熱河道、直隸古北道奇明，胞叔奉天府尹景明，祖父河南巡抚榮柱，曾祖刑部尚書勤肅公德福 (清朝)。继母洪吉拉特氏（胞侄女洪吉拉特氏，嫁正紅旗滿洲覺羅嵩保，其祖父三等侍卫覺羅舒敦，祖母佟佳氏（父正蓝旗满洲、禮部尚書恭簡公常青 (清朝)），曾祖閩浙總督觉罗伍拉納）。
- 胞兄：
  - 愛山，广东琼州府知府。
  - 丰山，道光辛卯科举人。妻范氏（父镶黄旗汉军佐领范建志，祖父范宜僖，曾祖范時望，高祖佐领范承荫（镶黄旗汉军第二参领第五佐领、户部侍郎、世袭三等轻车都尉），高祖伯順治九年(1652)壬辰科進士忠貞公范承謨，太高祖文肅公范文程）。
  - 隆山。妻薩爾圖克氏（胞兄正白旗蒙古、內務府大臣麟翔，祖父陝甘總督勤襄公惠齡，叔祖父一等威勇公長齡）。其女赫舍里氏，嫁正白旗满洲、直隶总督喜塔腊氏裕禄（胞兄光绪二年（1876年）恩科进士裕德）。
  - 寶山。其女赫舍里氏，嫁正黄旗蒙古托克托莫特氏常安（父嘉慶己卯進士勤果公明誼，胞叔嘉慶庚辰進士明訓）。
  - 胞弟忠壯公多山（字云笏，号云湖），道光十四年甲午（1834）科举人，工诗画，1855年太平军攻陷武昌时阵亡。妻額勒圖特氏。多山初任刑部郎中，出为襄阳府知府，后任武昌府知府、署湖北按察使。时司道多驻城外督战，惟多山助城守，城陷，力战死之，予骑都尉世职，谥忠壯。多山交友道光二十一年（1841年）辛丑恩科进士、湖北汉阳府知府顾文彬，殉难后，顾文彬作悼亡诗。
    - 子恩玉（字小笏）。妻李氏（父内务府正白旗汉军魁順，胞叔湖南按察使魁聯，祖父内务府东陵郎中慶玉，胞侄河南南阳府知府李寶綱（字子常），堂侄清政府驻日本学监、词人画家李寶巽（又李孺）；胞姊李氏，继配嫁正白旗图们氏延昌（叔祖湖北巡抚青麟、高祖浙江巡抚广玉）；魁聯家族又与正蓝旗汉军进士胡俊章家族、内务府正黄旗汉军翰林楊鍾羲家族联姻）。
    - 子璞玉；原配妻那拉氏，继妻裕瑚魯氏。孙儿文慧（字定生）。
    - 女赫舍里氏，嫁宗室端秀（父宗室崇錫，先祖廣畧貝勒褚英即努尔哈赤长子）。其子宗室光裕，娶費莫氏（其父正藍旗滿洲、理藩院左侍郎志顏，祖父武英殿大學士文達公文煜，伯祖父道光癸未科進士文懿）。
- 姊赫舍里氏，封道光帝之常妃。[6]
- 姊赫舍里氏，嫁正白旗蒙古、泰宁镇总兵官（驻扎今河北易县）兼清西陵总管内务府大臣薩爾圖克氏麟翔（祖父陝甘總督勤襄公惠齡，叔祖父伊犁将军、一等威勇公長齡）。
- 嫡妻伊爾根覺羅氏，继妻覺羅氏。
- 子綬玉。养孙文慧（字定生，生父璞玉，生祖父忠壯公多山）。
- 女儿赫舍里氏，嫁主事正蓝旗宗室寶瑛。[7]寶瑛之父宗室孚曾；胞叔宗室孚馨，其妻高佳氏（其胞姊高佳氏嫁總管內務府大臣宗室志元；祖父镶黄旗满洲、乾隆四十三年進士廣厚，曾祖文端公高晉，高晉之胞姊高佳氏系正蓝旗汉军胡氏吉惠 (道光进士)之高祖母、正蓝旗汉军进士胡俊章之太高祖母）；祖父山東按察使宗室靈杰（如山任浙江督粮道时，宗室靈杰任两浙盐运使），叔祖父道光戊戌科進士、殿試二甲第一名（傳臚）文恭公宗室靈桂，曾祖道光丙戌科進士宗室毓本（又豫本）。其中宗室靈桂与如山道光十八年（1838年）戊戌科进士同榜。